# Ursula von der Leyen

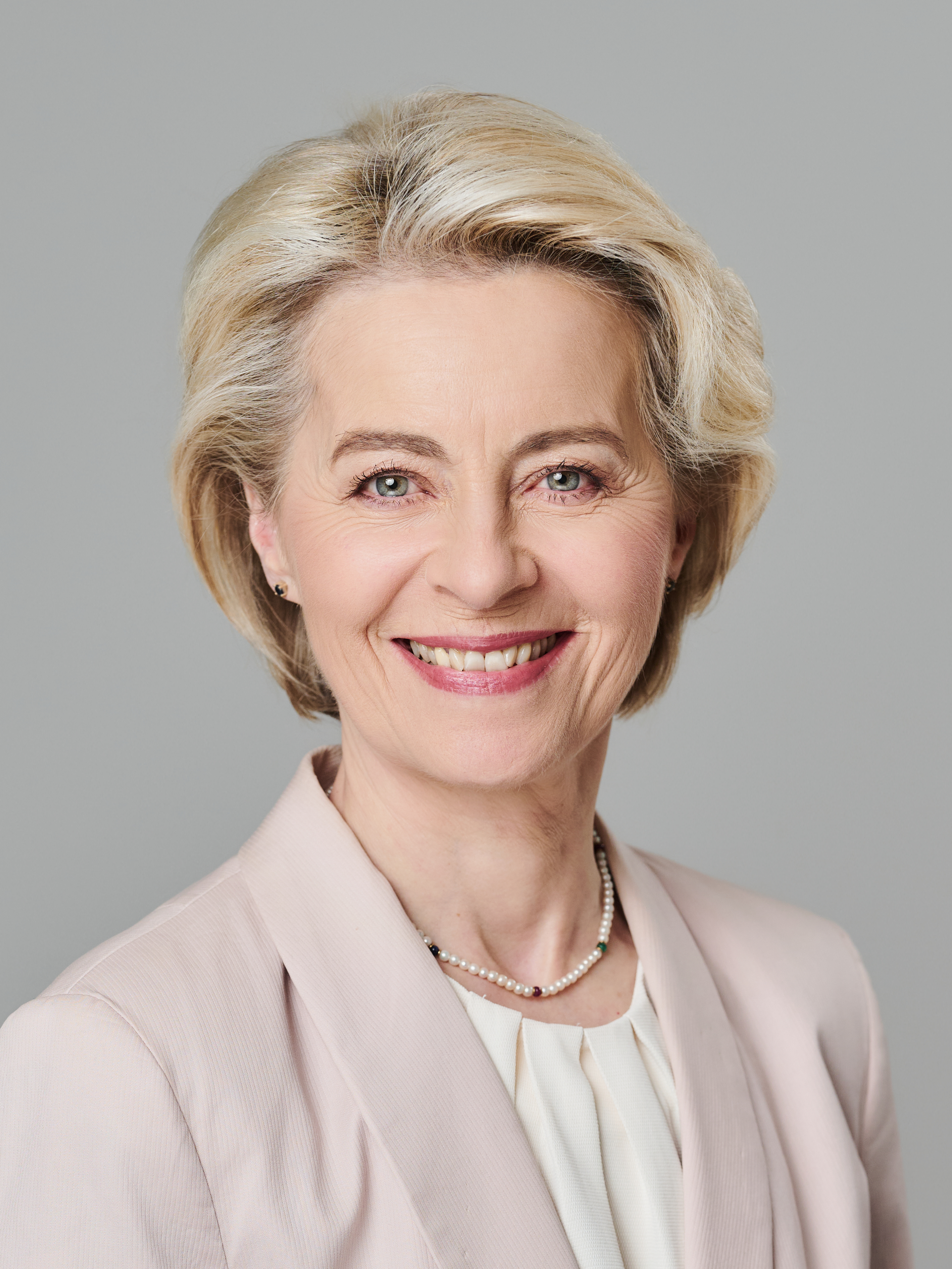
Ursula von der Leyen (2024)

Ursula Gertrud von der Leyen (anhörenⓘ geborene Albrecht; * 8. Oktober 1958 in Ixelles/Elsene, Belgien) ist eine deutsche Politikerin (CDU). Seit Dezember 2019 ist sie Präsidentin der Europäischen Kommission.
Zuvor war von der Leyen von 2003 bis 2005 niedersächsische Ministerin für Soziales, Frauen, Familie und Gesundheit, von 2005 bis 2009 Bundesministerin für Familie, Senioren, Frauen und Jugend, von 2009 bis 2013 Bundesministerin für Arbeit und Soziales und von 2013 bis 2019 Bundesministerin der Verteidigung. Von November 2010 bis November 2019 war sie zudem eine der fünf stellvertretenden Bundesvorsitzenden der CDU.

## Privates

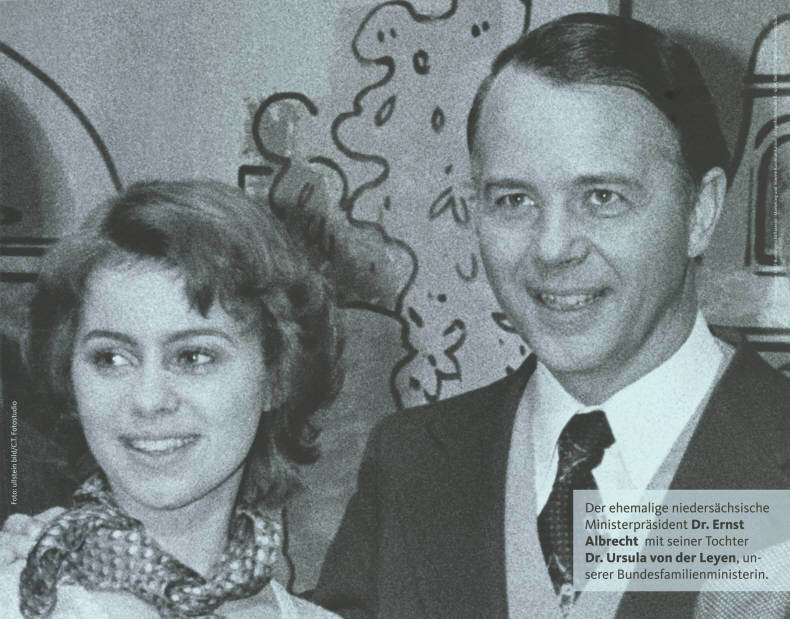
Von der Leyen mit ihrem Vater Ernst Albrecht (1976). Ausschnitt aus einem Plakat der CDU-Mitgliederwerbeaktion 2007

### Familie

#### Elternhaus
Ursula von der Leyen stammt aus der Familie Albrecht und wuchs bis 1971 in Brüssel, anschließend im südöstlich von Hannover gelegenen Ilten auf. Sie ist die Tochter des ehemaligen Niedersächsischen Ministerpräsidenten Ernst Albrecht (1930–2014) und dessen Ehefrau Heidi Adele, geborene Stromeyer (1927–2002). Ernst Albrecht war bis 1971 für die EG tätig, zuletzt als Generaldirektor. In dieser Zeit besuchte Ursula von der Leyen die Europäische Schule in Uccle.

#### Geschwister
Ursula von der Leyen hat fünf Brüder, darunter Hans-Holger Albrecht, ehemaliger Chef des Musikstreaming-Dienstes Deezer, und Donatus Albrecht, ehemaliges Vorstandsmitglied der Münchner Beteiligungsgesellschaft Aurelius. Von ihren beiden älteren Brüdern bekam sie aufgrund deren Wunsches während der Schwangerschaft ihrer Mutter, eine kleine Schwester namens Rosa zu bekommen, den Spitznamen Röschen. Der Spitzname blieb auch in der aktiven politischen Zeit erhalten. Als sie in Brüssel lebten, starb ihre kleine Schwester Benita-Eva mit elf Jahren an Krebs. Sie erinnerte sich später „an die enorme Hilflosigkeit meiner Eltern“ in Anbetracht des Krebsleidens, was sie 2019 als einen ihrer Beweggründe anführte, dass ihre EU-Kommission „im Kampf gegen den Krebs die Führung übernehmen“ solle.

#### Ehe
Von der Leyen ist seit 1986 mit dem Medizin-Professor und Unternehmer Heiko von der Leyen verheiratet. Das Paar hat sieben Kinder (geboren zwischen 1987 und 1999). Die Familie lebt seit 2007 in Burgdorf-Beinhorn (Region Hannover) auf dem Anwesen ihres im Dezember 2014 verstorbenen Vaters.
Sie ist Mitglied der Evangelisch-Lutherischen Kirche.

#### Verwandtschaftsbeziehungen
Ihre US-amerikanische Urgroßmutter Mary Ladson Robertson (1883–1960) stammte aus Charleston und war eine Nachfahrin von James Ladson und James H. Ladson. Der Dirigent George Alexander Albrecht war ihr Onkel.

### Freundschaft mit Angela Merkel
Ursula von der Leyen ist eine enge Freundin der Altbundeskanzlerin Angela Merkel, mit der sie regelmäßig telefonischen Kontakt hält. Diese vertraute Beziehung, die über viele Jahre hinweg gewachsen ist, entwickelte sich während ihrer langjährigen gemeinsamen politischen Laufbahn. Von der Leyen diente 14 Jahre lang unter ihrer Kanzlerschaft in drei Ministerämtern.
Merkel schlug von der Leyen 2019 der EU als neue Vorsitzende der Europäischen Kommission vor (siehe unten); sie wurde gewählt und zog nach Brüssel.

## Ausbildung und Beruf
Nach dem Abitur am Gymnasium Lehrte studierte sie von 1976 bis 1977 Archäologie. 1977 wechselte sie zur Volkswirtschaftslehre an den Universitäten Göttingen und Münster. 1978 besuchte von der Leyen unter dem (an ihre Urgroßmutter angelehnten) Pseudonym Rose Ladson die London School of Economics and Political Science (LSE). Hintergrund war, dass das Landeskriminalamt eine konkrete Gefährdung für ihren Vater und dessen Familie durch die RAF sah, die eine größere Sympathisantenszene an der Göttinger Universität hatte.

Lebenslauf in der Dissertation

1980 nahm sie schließlich ein Medizinstudium an der Medizinischen Hochschule Hannover (MHH) auf, das sie 1987 mit dem Staatsexamen und ihrer Approbation als Ärztin abschloss. Anschließend war sie Assistenzärztin an der Frauenklinik der MHH. 1991 wurde sie zur Dr. med. promoviert. In ihrer Dissertation datierte sie ihr VWL-Studium auf 1976 vor und ließ ihr kurzes Archäologiestudium unerwähnt.
Nach der Geburt von Zwillingen 1994, als sie bereits Mutter von drei Kindern war, führte sie ihre Facharztausbildung nicht fort. Von 1992 bis 1996 lebte sie mit ihrer Familie in Kalifornien, wo ihr Mann an der Stanford University beschäftigt war. Nach der Rückkehr nach Deutschland war sie von 1998 bis 2002 als wissenschaftliche Mitarbeiterin bei Friedrich Wilhelm Schwartz in der Abteilung für Epidemiologie, Sozialmedizin und Gesundheitssystemforschung an der Medizinischen Hochschule Hannover tätig, wo sie 2001 mit einem Master of Public Health (MPH) graduierte.

## Politische Laufbahn

### Partei
Ursula von der Leyen ist seit 1990 Mitglied der CDU. Von 1996 bis 1997 war sie Mitglied im Landesfachausschuss Sozialpolitik der CDU Niedersachsen, anschließend auch Mitglied im Arbeitskreis Ärzte der CDU Niedersachsen.
Beim CDU-Bundesparteitag in Düsseldorf im Dezember 2004 wurde sie nach der überraschenden Niederlage von Hermann-Josef Arentz im ersten Wahlgang ins Präsidium der CDU gewählt, dem sie bis 2019 durchgehend angehörte. Ab November 2010 fungierte sie als stellvertretende Bundesvorsitzende der CDU. Dabei erhielt sie ab 2014 die jeweils geringste Stimmenzahl aller stellvertretenden Bundesvorsitzenden mit 70,5 Prozent (2014), 72,4 Prozent (2016) und 57,47 Prozent (2018). Nach ihrer Wahl zur EU-Kommissionspräsidentin kündigte von der Leyen im Juli 2019 an, ihr Parteiamt ab sofort ruhen zu lassen und beim nächsten CDU-Parteitag nicht erneut zu kandidieren. Im November 2019 wurde Silvia Breher zu ihrer Nachfolgerin gewählt.

### Anfänge in der Kommunal- und Landespolitik (2001 bis 2005)
Von 2001 bis 2004 gehörte Ursula von der Leyen dem Rat der Stadt Sehnde an und war hier auch Vorsitzende der CDU-Fraktion. Daneben war sie Mitglied der Regionsversammlung der Region Hannover und dort Vorsitzende des Ausschusses Gesundheit und Krankenhäuser.
Im Jahre 2003 errang Ursula von der Leyen bei der Landtagswahl das Direktmandat im Landtagswahlkreis Lehrte für den Niedersächsischen Landtag. Am 4. März 2003 trat sie ihren Posten als Ministerin für Soziales, Frauen, Familie und Gesundheit in der von Ministerpräsident Christian Wulff geführten niedersächsischen Landesregierung an.
Zum 1. Januar 2005 setzte Ursula von der Leyen trotz massiver Proteste durch, dass Niedersachsen als erstes deutsches Bundesland das Landesblindengeld abschaffte. 2007 wurde es von ihrer Nachfolgerin Mechthild Ross-Luttmann (CDU), allerdings stark reduziert, wieder eingeführt.
Weil sie in die Bundesregierung eintrat, gab sie im Dezember 2005 ihr Landtagsmandat auf.

### Bundespolitik (2005 bis 2019)

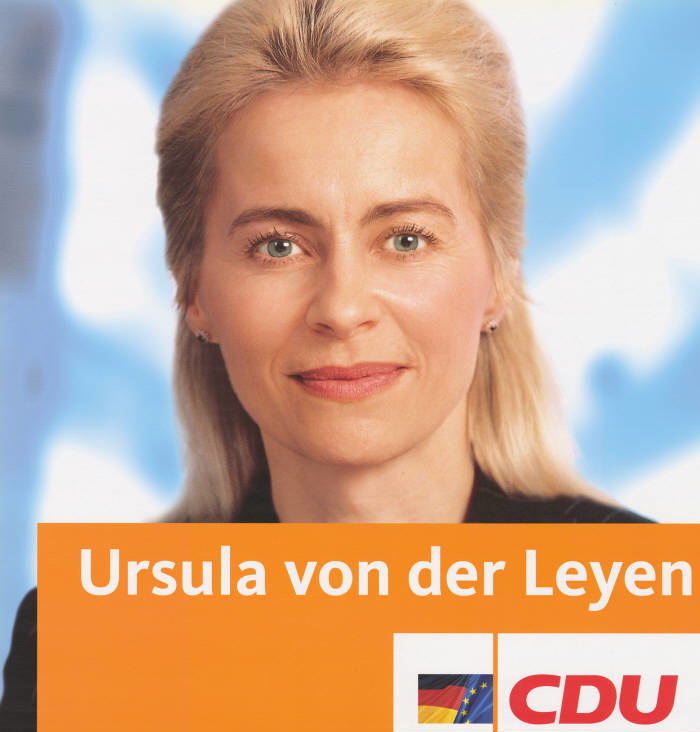
Wahlkampfposter mit von der Leyen (2005)

#### Familienministerin (2005 bis 2009)
Am 17. August 2005 wurde sie von Angela Merkel zur Bundestagswahl 2005 in das Kompetenzteam der CDU/CSU für die Bereiche Familie und Gesundheit berufen. Am 22. November 2005 wurde Ursula von der Leyen als Bundesministerin für Familie, Senioren, Frauen und Jugend in der von Bundeskanzlerin Angela Merkel geführten Bundesregierung, dem Kabinett Merkel I, vereidigt.

#### Bundestagsabgeordnete (2009 bis 2019)
Bei den Bundestagswahlen 2009, 2013 und 2017 kandidierte Ursula von der Leyen im Bundestagswahlkreis Stadt Hannover II, unterlag aber stets ihren Konkurrentinnen von der SPD. Von der Leyen gelangte jeweils über die Landesliste Niedersachsen in den Deutschen Bundestag. Nach ihrer Wahl zur EU-Kommissionspräsidentin legte sie ihr Mandat zum 31. Juli 2019 nieder, für sie rückte Ingrid Pahlmann in den Bundestag nach.

#### Arbeitsministerin (2009 bis 2013)

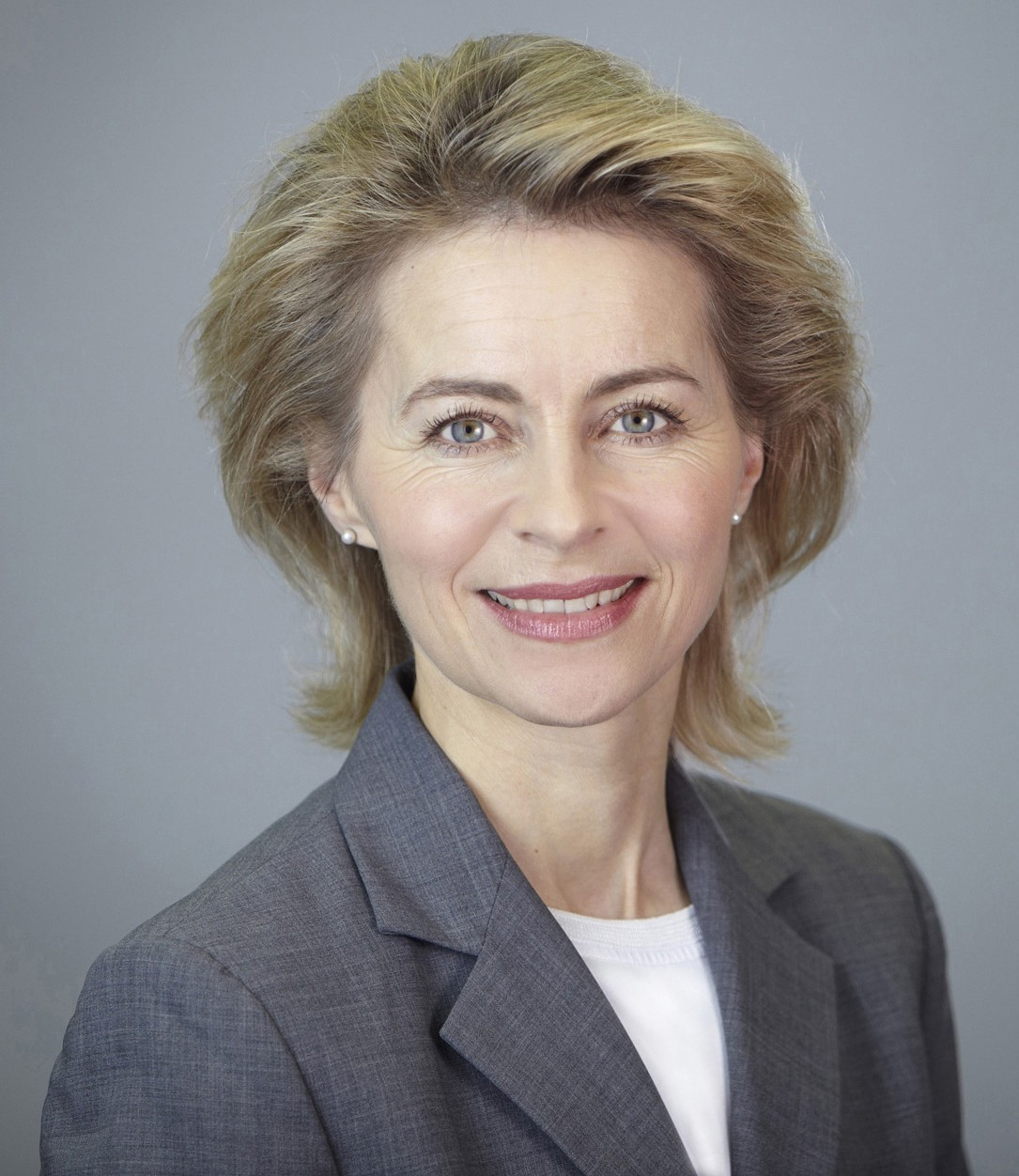
Ursula von der Leyen (2010)

Nach der Bundestagswahl 2009 wurde von der Leyen am 28. Oktober 2009 im Kabinett Merkel II erneut als Familienministerin vereidigt.
Nach dem Rücktritt des Bundesministers für Arbeit und Soziales, Franz Josef Jung, am 27. November 2009, wurde von der Leyen am 30. November 2009 zu dessen Nachfolgerin im Amt ernannt.

#### Verteidigungsministerin (2013 bis 2019)
Am 17. Dezember 2013 übernahm in der großen Koalition von CDU/CSU und SPD mit Ursula von der Leyen erstmals eine Frau das Amt der Verteidigungsministerin. Am 14. März 2018 wurde sie von Bundespräsident Frank-Walter Steinmeier in der erneuten Koalition von CDU, CSU und SPD im Kabinett Merkel IV wieder zur Bundesministerin der Verteidigung ernannt.
Nach ihrer Wahl zur EU-Kommissionspräsidentin schied Ursula von der Leyen am 17. Juli 2019 als Bundesverteidigungsministerin aus dem Amt. Gleichzeitig wurde Annegret Kramp-Karrenbauer (CDU) zu ihrer Nachfolgerin ernannt. Bereits am Vortag hatte von der Leyen in einem Tagesbefehl an alle Angehörigen der Bundeswehr bekannt gegeben, unabhängig vom Ausgang ihrer Wahl zur Kommissionschefin zurückzutreten, damit sie sich „mit voller Kraft in den Dienst Europas“ stellen könne. Am 15. August 2019 wurde sie mit einem Großen Zapfenstreich im Bendlerblock offiziell verabschiedet.

### Präsidentin der Europäischen Kommission (seit 2019)

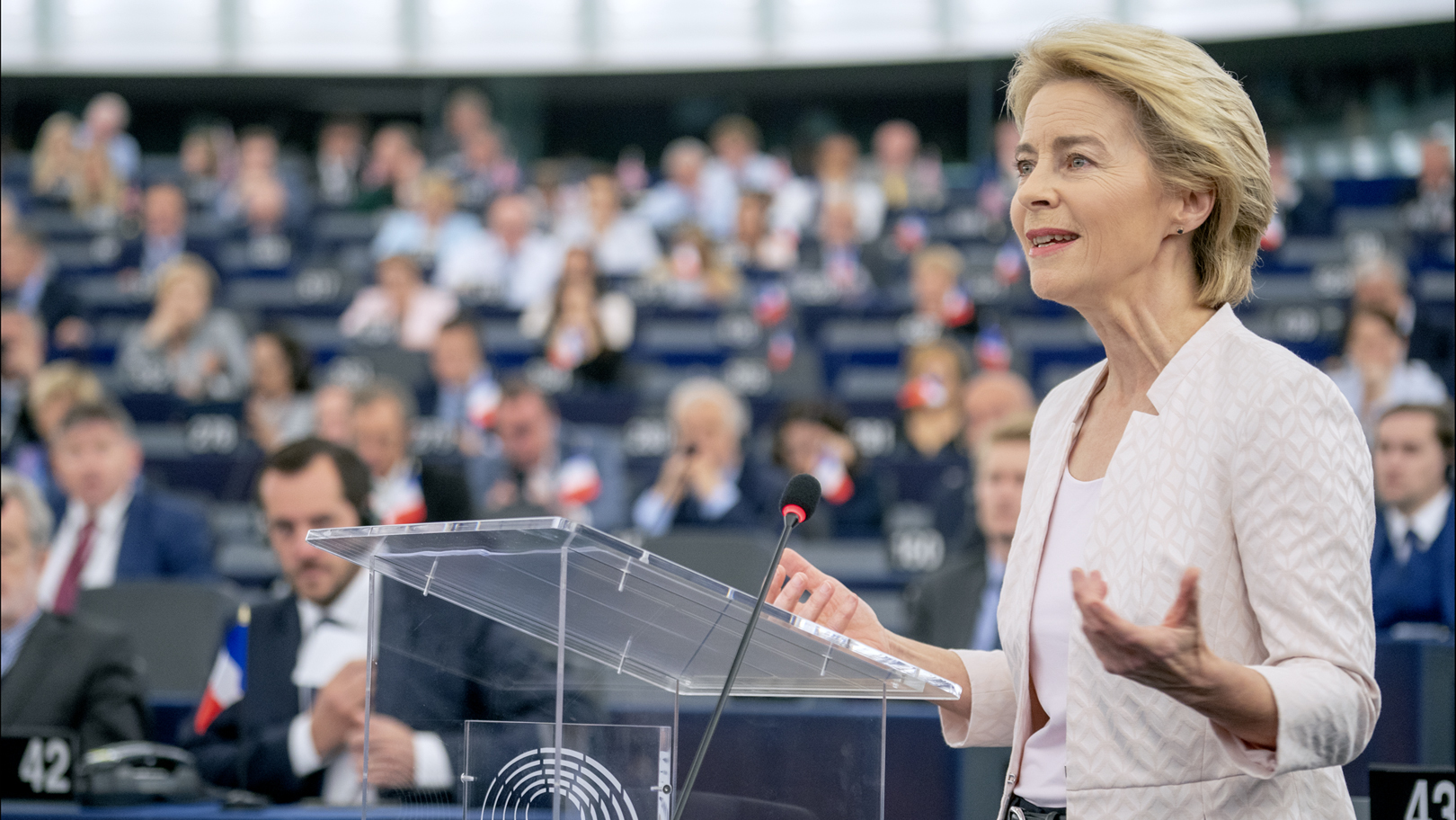
Ursula von der Leyen im Europäischen Parlament (2019)

Nachdem sich der Europäische Rat der Staats- und Regierungschefs nicht auf einen der zur Europawahl 2019 angetretenen Spitzenkandidaten als Kommissionspräsidenten hatte einigen können, wurde von der Leyen am 2. Juli 2019 durch das Gremium einstimmig für dieses Amt nominiert. Nur die von der Leyen vorschlagende deutsche Bundeskanzlerin Angela Merkel enthielt sich wegen der Ablehnung durch den Koalitionspartner SPD.
Im Rahmen ihres Bemühens zur Wahl zur EU-Kommissionspräsidenten äußerte sich von der Leyen kurz vor ihrer Wahl zugunsten der sie wählenden Parlamentarier, dass diese ein Gesetzesinitiativrecht erhalten sollten, ließ dieser Aussage aber nach ihrer Wahl keine Taten folgen.
Bei der Wahl am 16. Juli 2019 erhielt von der Leyen eine absolute Mehrheit von 383 Stimmen im Europäischen Parlament, neun Stimmen mehr als die notwendige Mehrheit von 374 der 747 Europa-Abgeordneten. Neben der EVP hatten sich auch die Liberalen und die Sozialdemokraten im EU-Parlament (EP) überwiegend für eine Wahl von der Leyens ausgesprochen, während die deutschen SPD-Abgeordneten in der Fraktion diese ablehnten, weil von der Leyen bei der Europawahl 2019 keine Spitzenkandidatin gewesen sei. Allerdings stieß die Nominierung in Deutschland parteiübergreifend auf heftige Ablehnung – neben den Sozialdemokraten stimmten auch die Linken, Grünen, AfD, Freie Wähler, Die Partei, die Tierschutzpartei, ÖDP, Volt Deutschland und Piraten gegen sie, Kritik kam auch von CSU und FDP.
Ihre Amtszeit sollte eigentlich am 1. November 2019 beginnen, der Start unter von der Leyen wurde allerdings verschoben: Die EP-Spitze setzte am 16. Oktober offiziell den Zeitplan aus; Hintergrund war das Scheitern von drei designierten Kommissaren im Nominierungsverfahren.
Im Jahr 2020 führte das Time Magazine von der Leyen in der Liste der 100 einflussreichsten Personen.
Kurz nach den russischen Überfall auf die Ukraine reiste von der Leyen Anfang April 2022 mit dem EU-Außenbeauftragten Josep Borrell, dem slowakischen Ministerpräsidenten Eduard Heger sowie Parlamentariern per Zug zum ukrainischen Präsidenten Wolodymyr Selenskyj nach Kiew. Sie besuchte auch einen Vorort, um sich ein Bild vom Massaker von Butscha zu machen, und sah in schwarze Plastiksäcke verpackte Leichen. „Wir haben das grausame Gesicht von Putins Armee gesehen“, sagte sie und warb seitdem für einen Beitritt der Ukraine zur Europäischen Union, allerdings ohne einen konkreten Zeitpunkt zu nennen.
Ebenfalls 2022 kürte das Forbes-Magazin von der Leyen zur mächtigsten Frau der Welt.
Am 18. Juli 2024 wurde von der Leyen vom EP mit 401 von 707 abgegebenen Stimmen erneut zur Kommissionspräsidentin gewählt; die erforderliche absolute Mehrheit hatte bei 360 Stimmen gelegen. 284 Abgeordnete stimmten gegen sie, 22 Stimmzettel waren ungültig. Sie wurde von den Fraktionen EVP, S&D, Renew Europe und den Grünen/EFA unterstützt. Im Vorfeld war auch über eine Unterstützung durch die EKR spekuliert worden; diese gaben jedoch bekannt, wegen der Zustimmung der Grünen/EFA dagegen votiert zu haben. Zuvor war sie bereits durch eine qualifizierte Mehrheit der Staats- und Regierungschefs im Europäischen Rat nominiert worden.
Am 10. Juli 2025 musste sich von der Leyen im EU-Parlament einem Misstrauensantrag stellen, den ein rumänischer Abgeordneter initiiert und schließlich 77 Parlamentarier eingebracht hatten, so die 15 AfD-Abgeordnete sowie die des Rassemblement National (RN). Sie warfen von der Leyen und ihrem Team Intransparenz und Missmanagement insbesondere während der COVID-Pandemie vor. Gegen das Misstrauensvotum stimmten 360 Parlamentarier, 175 waren dafür, 18 enthielten sich.

## Politische Positionen

### Familienpolitik

#### Elterngeld
Unter ihrer Führung als Familienministerin wurde in Deutschland zum 1. Januar 2007 das 14-monatige einkommensabhängige Elterngeld als Lohnersatzleistung eingeführt und die 24-monatige soziale Erziehungsgeld-Pauschale mit Einkommensobergrenze abgeschafft. Sozialverbände und Gewerkschaften sahen Geringverdiener und Arbeitslose als Verlierer der Neuregelung. Konservative in der CDU/CSU kritisierten die Maßnahmen als staatlichen Eingriff in das Privatleben, der Abgeordnete Ramsauer sprach von einem „Wickelvolontariat“.
Die Welt kritisierte, das Elterngeld habe nicht den erwünschten Erfolg und belaste steuerlich letztlich gerade die Mittelschicht. Es benachteilige Großfamilien und traditionelle Ehen wie auch sozial schwache Familien. Das Ziel sei nicht die Förderung der Familie, da die Wünsche von Frauen und Paaren gar nicht berücksichtigt würden, sondern eine Gleichstellungspolitik, die sich am ökonomisch funktionalen Ideal der Ehe von Vollzeitdoppelverdienern orientiere.
Kritisiert wurde außerdem die Art der politischen Einflussnahme auf die öffentliche Meinung. Im Auftrag des Ministeriums seien durch die Agentur Schlenker Public Relations Medienberichte zum Thema Elterngeld erstellt worden, die viele Medien anschließend redaktionell übernahmen. Die Kosten hierfür seien aus Steuermitteln beglichen worden.
Als Familienministerin hatte von der Leyen angekündigt, die Zahl der Vätermonate in der nächsten Legislaturperiode zu erhöhen. Dann hätte laut einem Artikel in der Emma Deutschland neben Schweden das fortschrittlichste Elternzeit-Gesetz Europas bekommen.

#### Ausbau der Krippenplätze
Im Februar 2007 löste von der Leyen aufgrund einiger familienpolitischer Vorstöße, wie etwa der Forderung nach einem massiven Ausbau der Krippenplätze, kontroverse Debatten zum Familienleitbild aus. Inhaltlich wurden drei Modelle diskutiert oder deren Mischformen und deren Vor- und Nachteile:
- Geld für den Ausbau von Krippenplätzen und Förderung dieser,
- Betreuungsgutscheine oder
- Direktzahlungen.

Ursula von der Leyen machte sich vor allem für den ersten Punkt stark, wollte sich jedoch, der Koalitionsvereinbarung gemäß, auch um eine Form des Betreuungsgeldes bemühen – allerdings müsse gewährleistet sein, dass das Geld wirklich in die frühkindliche Erziehung und Betreuung investiert werde und nicht „in neue Flachbildschirme“ der Eltern. Damit ermöglichte sie eine neue Diskussion um Betreuungsgutscheine, wandte sich jedoch gegen ein bedingungsfreies Betreuungsgeld für Hausfrauen und -männer, wie es die CSU gefordert hatte.
SPD, Die Linke und Bündnis 90/Die Grünen unterstützten die Pläne von der Leyens. Das CDU-Präsidium unter Führung von Bundeskanzlerin Angela Merkel gab von der Leyen Rückendeckung für den Ausbau der Kinderkrippenangebote; auch vom Bundespräsidenten sowie Politikern von Oppositionsparteien und Wirtschaftsvertretern erhielt sie Unterstützung. Von der Leyens Forderungen erhielten auch bei mehreren hochrangigen evangelischen und katholischen Kirchenvertretern Zustimmung, zum Beispiel beim Erzbischof von Berlin, Kardinal Sterzinsky, oder bei Bischöfin Margot Käßmann von der Evangelischen Kirche in Deutschland.
Jedoch wurde von der Leyen anfangs von einigen Parteifreunden kritisiert. Der thüringische CDU-Generalsekretär Mike Mohring sowie der CSU-Landesgruppenchef im Bundestag, Peter Ramsauer, warfen von der Leyen vor, die Union vom traditionellen Familienleitbild wegzubewegen und bisherigen Wählern zu entfremden. Laut Ursula von der Leyen unterstützten jedoch 65 Prozent der Bevölkerung den Krippenausbau.
Von der Leyens Pläne zum Ausbau der Krippenplätze wurden im März 2007 durch den Koalitionsausschuss von CDU und SPD vorläufig gestoppt. Man verständigte sich auf die schon im Koalitionsvertrag vorgesehene Anzahl von 230.000 Betreuungsplätzen bis 2010.
Im Jahr 2007 erhielt von der Leyen den Medienpreis Goldene Henne in der Kategorie Politik, da sie „mit ihrem Engagement für ein modernes Frauen- und Mutterbild starke Akzente in der Familienpolitik gesetzt“ habe: „Besonders wegen ihres Eintretens für Krippenplätze musste sie auch innerhalb der eigenen Reihen Widerstände überwinden. Mutig trat sie dem Vorwurf entgegen, sie würde sich mit ihrem Engagement für berufstätige Mütter für ein Frauenbild nach sozialistischem Vorbild stark machen. Dadurch hat sie den Frauen in den neuen Ländern eine Stimme gegeben und sich um das Zusammenwachsen von Ost und West in Deutschland verdient gemacht“, so die Begründung der Jury.

#### Ehe für alle
Von der Leyen gehörte zu den 75 der 311 Unionsabgeordneten, die Ende Juni 2017 im Bundestag zusammen mit SPD, Grünen und Linken für die sogenannte „Ehe für alle“ stimmten.

### Durchsetzung des Jugendschutzgesetzes
Für Streit sorgte von der Leyen im Oktober 2007 mit ihrer Ankündigung, minderjährige Testkäufer einsetzen zu wollen, um Verstöße gegen das Jugendschutzgesetz aufzudecken.
Anerkannt wurde dabei oft ihr Bemühen, die Einhaltung des Jugendschutzgesetzes konsequent durchzusetzen (hier: Abgabeverbote für Tabakwaren, Alkoholika und gewalthaltige Computerspiele). Der Einsatz minderjähriger Testkäufer wurde jedoch von verschiedenen Seiten moralisch und juristisch als untaugliches Mittel angesehen: So wird nach Ansicht des Deutschen Kinderschutzbundes die Menschenwürde der Kinder verletzt, weil sie Händler zu Straftaten verleiten sollen. Andererseits sei es in Kommunen gängige Praxis, Kinder als Testkäufer einzusetzen.

### Kinderpornographie

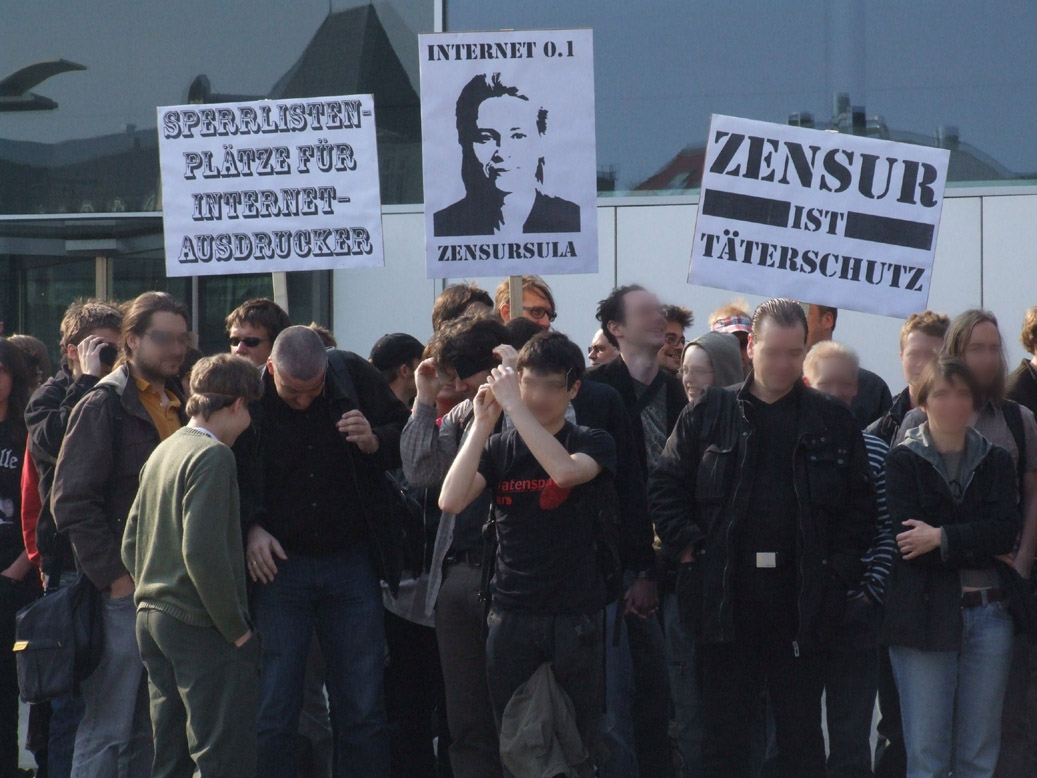
Von der Leyens Eintreten für Sperren von Kinderpornographie im Internet rief öffentliche Proteste hervor, hier mit „Zensursula“-Plakat in Berlin (2009)

Im Jahr 2009 waren insbesondere von der Leyens Vorstöße zur Sperrung von Webseiten mit kinderpornographischem Inhalt Gegenstand des öffentlichen Diskurses. Auf ihre Initiative hin verpflichteten sich die großen Internetdienstanbieter in geheimen öffentlich-rechtlichen Verträgen mit dem Bund, Webseiten mit kinderpornographischem Inhalt auf Grundlage geheimer Sperrlisten, die vom Bundeskriminalamt erstellt und täglich aktualisiert werden sollen, zu filtern. Erst später sollten diese Verträge durch das Zugangserschwerungsgesetz eine gesetzliche Legitimation erfahren.
Die Initiative von der Leyens stieß auf massive Kritik von Juristen, der IT-Fachpresse, einer großen Zahl von IT-Fachverbänden, von Bürgerrechtlern, Missbrauchsopfern, Opferschutzorganisationen und der Opposition und wurde als „Zensursula-Debatte“ bekannt. Kritiker sahen in dem Gesetz eine gegen Kinderpornografie unwirksame Maßnahme, die Tätern eher nütze als schade, aber gleichzeitig massiv Grundrechte einschränken könne. Die zur Sperrung errichtete Infrastruktur könne problemlos für weitere Zensur-Maßnahmen verwendet werden, da sie eine Kontrolle unliebsamer Inhalte ermögliche und „Echtzeitüberwachung“ umsetze. Eine E-Petition vor dem Petitionsausschuss des Deutschen Bundestages gegen die Einführung einer Sperrinfrastruktur wurde von mehr als 130.000 Bürgern unterzeichnet, mehr als bei jeder anderen E-Petition zuvor.
Wiederholt wurde von der Leyen im Verlauf der öffentlichen Debatte die Verwendung von „Fantasiezahlen und unsauberen Interpretationen“ sowie „Lügen“ vorgeworfen. Die Vorwürfe bezogen sich unter anderem auf regelmäßig genannte, aber falsche Fallzahlen, auf die Behauptung der Existenz einer „Kinderpornoindustrie“ und auf die angeblich unzureichende rechtliche Situation in anderen Ländern, die eine Löschung kinderpornografischer Materialien unmöglich machen würde.
In der Diskussion um die Ausweitung der Internetsperren erklärte von der Leyen, ihre Maßnahmen gegen Seiten mit Kinderpornographie beträfen einen klar abgrenzbaren Straftatbestand. Man müsse jedoch „weiter Diskussionen führen, wie wir Meinungsfreiheit, Demokratie und Menschenwürde im Internet im richtigen Maß erhalten. Sonst droht das großartige Internet ein rechtsfreier Chaosraum zu werden, in dem man hemmungslos mobben, beleidigen und betrügen kann.“
Im Wahlkampf der Bundestagswahl 2009 wurde von der Leyen von Journalisten und dem Verband der deutschen Internetwirtschaft vorgeworfen, das Gesetz zur Profilierung zu nutzen, mögliche Probleme bei der Umsetzung bewusst zu ignorieren und das Gesetz zu Wahlkampfzwecken zu missbrauchen. Im Rahmen einer Pressekonferenz, in der von der Leyen für ihr politisches Projekt warb, wurde anwesenden Pressevertretern kinderpornographisches Material vorgeführt. Daraufhin wurde mehrfach Anzeige erstattet, die Verfahren wurden aber wieder eingestellt.
Im Oktober 2009 wurde von der Leyen der Negativpreis Big Brother Award des Vereins Digitalcourage e. V. in der Kategorie Politik verliehen.
Im Februar 2010 distanzierte sich die Bundesregierung von dem Gesetzesvorhaben. Bundespräsident Horst Köhler hatte sich bis zu diesem Zeitpunkt geweigert, das Gesetz zu unterzeichnen. Am 5. April 2011 schließlich beschloss die Bundesregierung, das Zugangserschwerungsgesetz aufzuheben.

### Arbeitslosengeld II
Am 10. Januar 2010 erklärte von der Leyen in einem Interview gegenüber der Bild, sie werde im Rahmen der Reform der Jobcenter darauf hinwirken, dass die mit ALG II verbundenen Sanktionsmöglichkeiten zukünftig überall angewendet werden. Dies funktioniere bisher „in einigen Kommunen gut, in anderen nicht“.
Als Reaktion auf das Urteil des Bundesverfassungsgerichts, wonach die Kosten für Bildung und Teilhabe von Kindern aus Familien von ALG-II-Empfängern nicht angemessen berücksichtigt werden und die Berechnung aller Leistungen generell nachvollziehbar erfolgen müsse, sprach sich von der Leyen im August 2010 außerdem für eine „Bildungskarte“ für ALG-II-Empfänger aus und plante, diese im Jahr 2011 einzuführen.

### Verteidigungspolitik

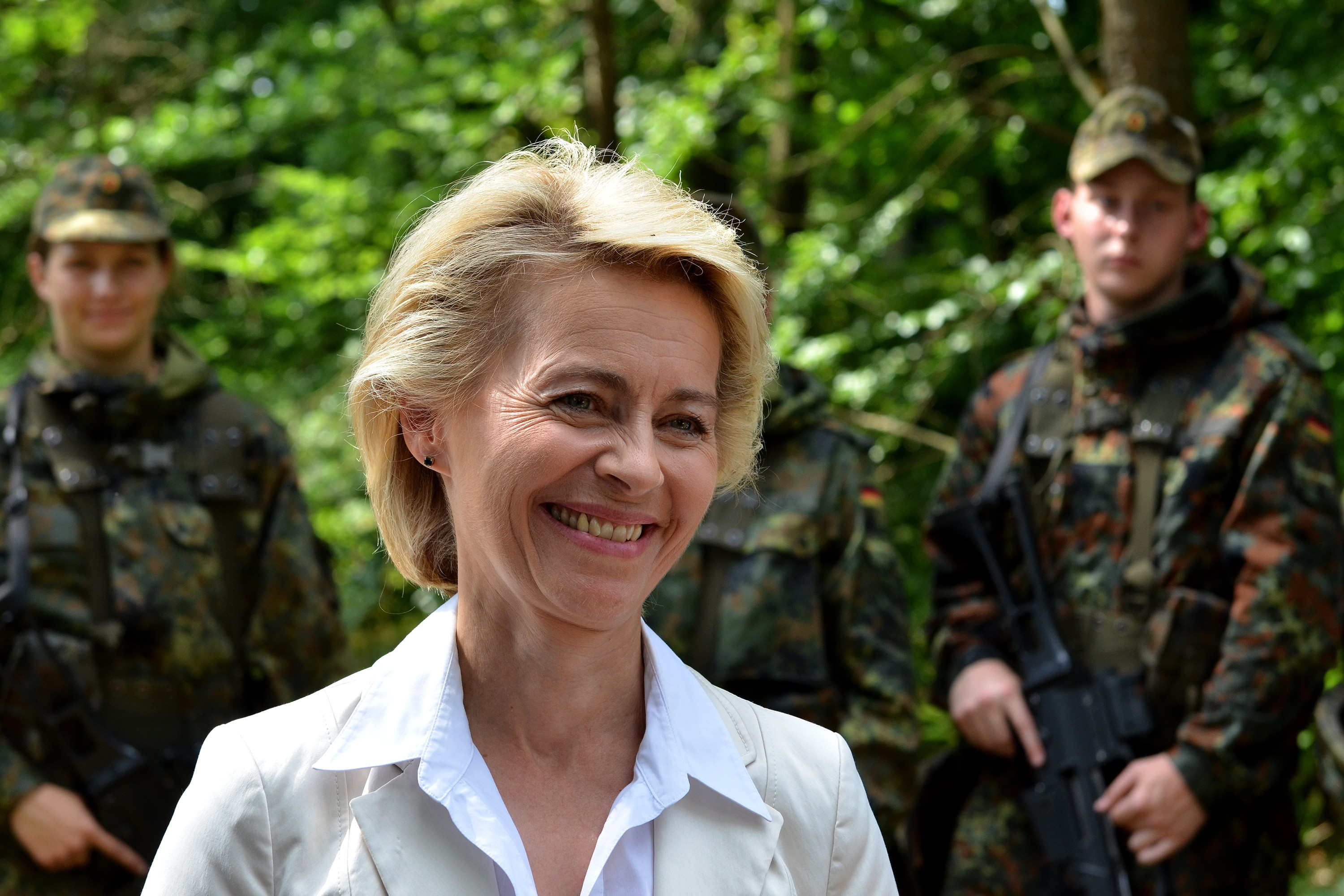
Von der Leyen mit Bundeswehrsoldaten (2014)

#### Auslandseinsätze der Bundeswehr
Von der Leyen sprach sich nach längerer Bedenkzeit im Juli 2014 öffentlich für die Beschaffung bewaffnungsfähiger Drohnen für die Bundeswehr aus. Die „Drohnen-Frage“ war von der früheren schwarz-gelben Bundesregierung auch wegen der Affäre um die Aufklärungsdrohne Euro Hawk vertagt worden.
Von der Leyen sicherte Mali militärische Unterstützung zu im Kampf gegen Islamisten.
Von der Leyen sprach sich auch dafür aus, dass irakische Truppen deutsches Kriegsmaterial für ihren Kampf gegen die Terroristengruppe Islamischer Staat IS erhalten sollten. Am Tag nach der Weigerung der Bundesregierung (Kabinett Merkel III), an die kurdischen Kämpfer im Nordirak Kriegsgüter zu liefern, sagte von der Leyen am 12. August 2014, dass das Verteidigungsministerium intensiv prüfe, die irakische Armee und damit auch die Kurden so schnell wie möglich durch deutsches Militärmaterial zu unterstützen. Jedoch schloss sie zunächst die Lieferung von tödlichen Waffen aus. Als Beispiel nannte sie die Lieferung von gepanzerten Fahrzeugen aus Bundeswehrbeständen, von Minensuchgeräten, Helmen, Schutzwesten und Sanitätsmaterial.

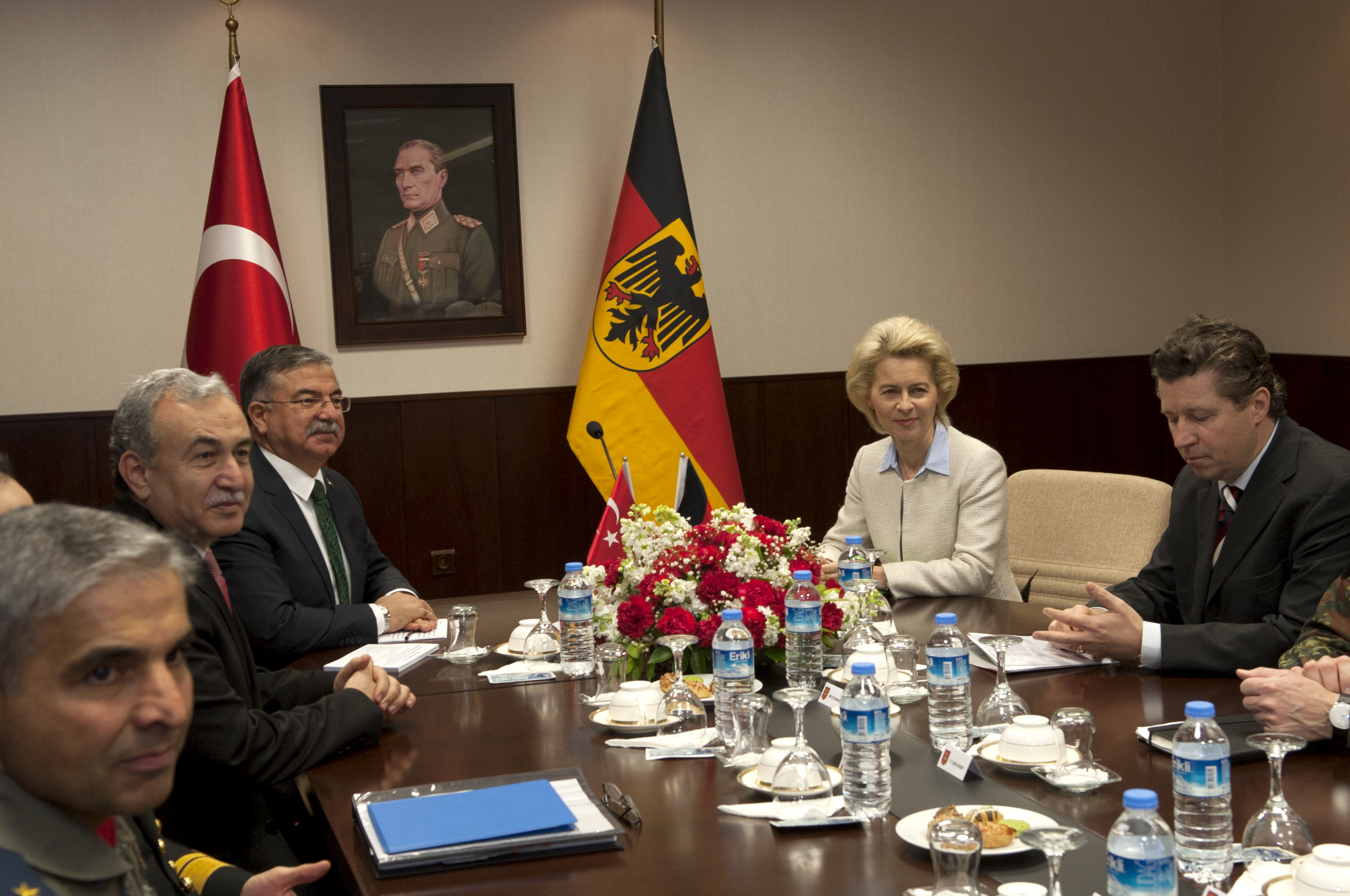
Von der Leyen mit General Bekir Ercan Van (links), Incirlik Air Base, Türkei (2016)

Ende Juni 2016 besuchte sie mit Genehmigung der türkischen Regierung die in der Incirlik Air Base stationierten Bundeswehr-Soldaten, nachdem dies Abgeordneten des Deutschen Bundestages verweigert worden war.

#### Beschaffungsmaßnahmen der Bundeswehr und „Berater-Affäre“
Während ihrer gesamten Amtszeit hatte von der Leyen mit den schon von ihren Vorgängern zu verantwortenden Problemen der unzureichenden Verfügbarkeit der militärischen Einsatzmittel zu kämpfen.
In den Amtsjahren von der Leyens stieg der Verteidigungsetat um rund ein Drittel, von anfangs 32 Milliarden auf zuletzt etwa 43 Milliarden Euro. Es wurden im Vergleich zu den Amtszeiten Guttenberg (CSU) oder de Maizière (CDU) mehr als 11 Milliarden Euro mehr in Fahrzeuge, Waffen und Munition investiert. Gemeinsam mit der von ihr neu ernannten Rüstungsstaatssekretärin, der ehemaligen McKinsey-Direktorin Katrin Suder, begann von der Leyen die größte Beschaffung von Rüstungsprojekten seit dem Ende des Kalten Krieges. Der Präsident des Steuerzahlerbundes sprach von einem „Heer teurer Unternehmensberater“, das dazu eingesetzt worden sei. Am 13. Februar 2020 erklärte Ursula von der Leyen im Untersuchungsausschuss des deutschen Bundestags, dass die Beratung für die Digitalisierung notwendig gewesen sei, und erklärte, dass es aber Fehler bei der Auftragsvergabe gegeben habe.
Wegen der vom Bundesrechnungshof bemängelten massiven Vergabe von Beraterverträgen im Bundesverteidigungsministerium ohne Beachtung des Vergaberechts wurde am 30. Januar 2019 der 1. Untersuchungsausschuss des Verteidigungsausschusses der 19. Wahlperiode des Deutschen Bundestages eingesetzt. Am 30. September 2018 erstattete ein „Insider aus dem Umfeld ihres Hauses“ eine Strafanzeige gegen von der Leyen.
Anfang Mai 2017 erhielt sie zum zweiten Mal den Negativpreis Big Brother Award, gemeinsam mit der Bundeswehr in der Kategorie Behörden. Der Hauptgrund war „die massive digitale Aufrüstung der Bundeswehr mit dem neuen ‚Kommando Cyber- und Informationsraum‘ (KdoCIR)“.
In seiner Laudatio erläuterte Rolf Gössner (Internationale Liga für Menschenrechte) die Kritik der Jury:

„Mit dieser digitalen Aufrüstung wird – neben Land, Luft, Wasser und Weltraum – ein fünftes Schlachtfeld, das sogenannte ‚Schlachtfeld der Zukunft‘ eröffnet und der Cyberraum – man kann auch sagen: das Internet – zum potentiellen Kriegsgebiet erklärt. Mit der Befähigung der Bundeswehr zum Cyberkrieg beteiligt sich die Bundesrepublik am globalen Wettrüsten im Cyberspace – und zwar weitgehend ohne Parlamentsbeteiligung, ohne demokratische Kontrolle, ohne rechtliche Grundlage.“

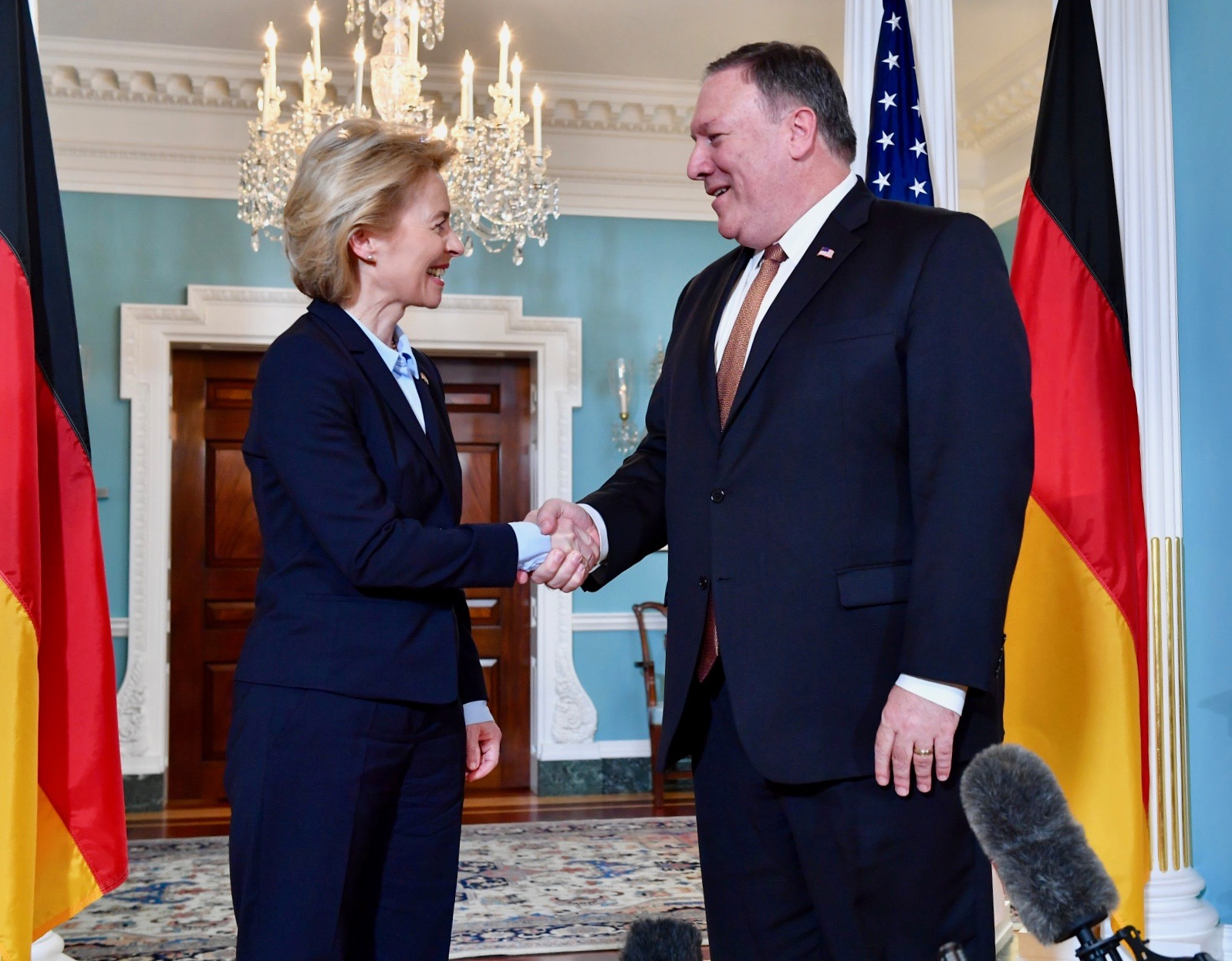
Von der Leyen mit Mike Pompeo, Washington, D.C. (2018)

Von Januar 2019 bis Februar 2020 ging ein Untersuchungsausschuss der Rechtmäßigkeit von Auftragsvergaben an externe Berater der Bundeswehr durch von der Leyen nach. Nach Berichten der Süddeutschen Zeitung wurden für die Untersuchung relevante Handydaten gelöscht, Akten unzulässig geschwärzt und Dateien vernichtet. An beiden von der damaligen Ministerin genutzten Mobiltelefonen wurden Textnachrichten entfernt. So nahm ein IT-Sachbearbeiter der Abteilung CIT des Ministeriums an einem der beiden Mobiltelefone eine „Sicherheitslöschung“ vor, nach der es endgültig entsorgt wurde, da von der Leyens Handy von einem Datenleck (sog. Adventskalender-Hack) betroffen war. Aufgrund dieser Datenlöschung erstattete der Grüne Sicherheitsexperte Tobias Lindner im Dezember 2019 Strafanzeige, die jedoch durch die Staatsanwaltschaft Berlin alsbald fallengelassen wurde. Der Verteidigungsausschuss veranlasste zur Beweiserhebung des Untersuchungsausschusses jedoch erst im Juli 2019 eine förmliche Anordnung an das Verteidigungsministerium zur Sicherstellung sämtlicher beweiserheblicher Dokumente u. a. der Handy-Daten. Der beweiserhebliche Zeitraum erstreckt sich dabei immer nur bis zum Zeitpunkt der Einsetzung eines parlamentarischen Untersuchungsausschusses, in dem Fall also bis zum 31. Januar 2019, so dass die Daten des zweiten Handys gar nicht erst als beweiserheblich einzustufen waren. Da die Sicherheitslöschung des ersten Handys im Januar 2019 nach Wechsel des Handys aufgrund des Adventskalender-Hacks vollzogen wurde, lag die Löschung noch vor Anordnung der Beweissicherung durch den Untersuchungsausschusses.

#### Innere Führung Bundeswehr
Ursula von der Leyen kritisierte 2017 kurz nach Beginn der Terrorermittlungen gegen Franco A. und weitere Bundeswehrsoldaten angesichts untauglicher Kontroll- und Aufsichtsmechanismen „falsch verstandenen Korpsgeist“ und sagte: „Die Bundeswehr hat ein Haltungsproblem, und sie hat offensichtlich eine Führungsschwäche auf verschiedenen Ebenen.“
Nach dem Auffinden von Wehrmachts-Devotionalien auch in der Fürstenberg-Kaserne in Donaueschingen ordnete im Mai 2017 der Generalinspekteur der Bundeswehr, Volker Wieker, die entsprechende Untersuchung aller Bundeswehrkasernen mit an, bei der insgesamt mehr als 200 Wehrmachts-Devotionalien sichergestellt wurden. Auch Bilder mit Kurt von Hammerstein-Equord, der zum militärischen Widerstand gegen Adolf Hitler gehörte, und von Ex-Bundeskanzler Helmut Schmidt verschwanden von den Wänden, da sie auf den Bildern Uniformen der Wehrmacht trugen und die Bilder ohne geschichtliche Einordnung hingen.
Die FAZ zog im Sommer 2019 folgende Bilanz von der Wirkung von der Leyens im Verteidigungsministerium:

### Umwelt und Klimaschutz
Von der Leyen steht als EU-Kommissionspräsidentin für eine Umweltpolitik gegen den Klimawandel. Mit dem European Green Deal möchte sie auf Klimaschutz setzen und die Europäische Union bis 2050 klimaneutral machen. Sie stellte kurz nach Antritt als Präsidentin der Europäischen Kommission im Jahr 2019 Klimaziele vor, wonach im Vergleich zu 1990 Treibhausgasemissionen der Europäischen Union bis 2030 um 55 % verringert werden sollen und bis 2050 eine vollständige CO2-Neutralität erreicht werden soll; sie stellte zugleich die Idee eines CO2-Grenzausgleiches vor, der einem Klimazoll entspricht.
Im Rahmen einer Tour zur feierlichen Bekanntgabe der Coronahilfen flog die Kommissionspräsidentin im Sommer 2021 in einem Privatjet von Wien nach Bratislava (60 km Luftlinie) und benötigte für die Transfers zwischen den jeweiligen Flughäfen und Innenstädten etwa 60 Straßenkilometer. Nach Angaben eines Sprechers der EU-Kommission habe es logistisch keine andere Möglichkeit und wegen Corona auch Bedenken gegeben, Linienflüge oder Züge zu nutzen. Außerdem habe sie innerhalb von 48 Stunden sieben europäische Länder bereist, so dass es aufgrund der engen zeitlichen Taktung keine Möglichkeit von Linienverbindungen gegeben habe. Der Generalsekretär des Europäischen Steuerzahlerbundes Michael Jäger kritisierte den 19-minütigen Flug als „ökologische Sünde“. Die CDU-Bundestagsabgeordnete Jana Schimke äußerte sich ebenfalls kritisch: „Wenn man Wandel will, dann muss man ihn auch vorleben. Ansonsten wird man unglaubwürdig.“

## Kontroversen

### Plagiate in der Dissertation
2015 behauptete das Projekt VroniPlag Wiki, dass von der Leyens Dissertation aus dem Jahr 1990 in Teilen ein Plagiat sei. Auf 27 von 62 Seiten fänden sich Textübernahmen, die nicht als solche gekennzeichnet sind, was einem Anteil von 43,5 Prozent aller Seiten entspreche. Drei Seiten enthielten 50 bis 75 Prozent Fremdübernahmen und fünf Seiten mehr als 75 Prozent Plagiatstext. Ende August 2015 bat von der Leyen die Medizinische Hochschule Hannover (MHH) durch eine „neutrale Ombudsstelle“ um eine Überprüfung ihrer Dissertation, die daraufhin nach einer Vorprüfung eine förmliche Untersuchung einleitete.
Der Senat entschied am 9. März 2016, dass von der Leyen ihren Grad behalten darf, da es sich um einen minderschweren Fall handele. Die Hochschuluntersuchungskommission stellte fest, dass 20 % der Arbeit fehlerhaft seien und sie Plagiate enthalte, aber nur an drei Stellen „schwere Fehler“ nachzuweisen seien. Christopher Baum, der Präsident der Hochschule, erklärte: „Im zentralen Ergebnisteil der Dissertation wurden keine Mängel festgestellt. […] Die Ergebnisse der Dissertation waren wissenschaftlich neu, valide und von praktischer Relevanz.“ Es wäre, so Baum, für die Doktorarbeit gar nicht nötig gewesen, eine neue wissenschaftliche Erkenntnis zu finden. Aber von der Leyen habe das geschafft. Sie hat Frauen in der Klinik beobachtet und herausgefunden, dass sich ein Bad auch auf Schwangere mit vorzeitigem Blasensprung positiv auswirkt. Zur Entstehungszeit der Doktorarbeit hatte es dagegen Bedenken gegeben – man fürchtete ein erhöhtes Infektionsrisiko für das Kind. Insbesondere habe es „kein durch Täuschungsabsicht geleitetes Fehlverhalten“ gegeben.
Die Entscheidung der MHH wurde in zahlreichen leitenden Medien kritisiert. Spiegel Online berichtete, dass nicht genannte Kritiker im Vorfeld die Unbefangenheit der Kommission infrage gestellt hatten, da von der Leyen der Vorsitzenden der Kommission aus dem Ehemaligenverein der Hochschule bekannt sei. Der Tagesspiegel zitierte Gerhard Dannemann, Professor für Rechtswissenschaften an der Humboldt-Universität mit der Auffassung, bei 32 festgestellten Plagiaten auf 62 Seiten ein systematisches Vorgehen pauschal zu verneinen und einen „wissenschaftlichen Kern“ der Arbeit von den Plagiaten abzuspalten, widerspreche geltendem Recht. Laut Spiegel Online kritisierte er, dass es gerade bei der medizinischen Arbeit von der Leyens besonders gefährlich sei, dass sie 23 Fehlverweise enthalte, bei denen die angegebenen Quellen die zitierten Inhalte gar nicht belegten.
Reinhard Müller kritisierte in der Frankfurter Allgemeinen Zeitung die mangelnde Transparenz des Verfahrens. Die Neue Zürcher Zeitung kommentierte, der niedrige Standard der Dissertationen habe dazu geführt, „dass der Europäische Forschungsrat den deutschen «Dr. med.» nicht als vollwertigen Doktortitel anerkennt.“ Laut Stern kritisierte die Medizinprofessorin Ursula Gresser in einzelnen Punkten die Qualität der Dissertation und arbeitete anhand des „Negativbeispiels“ entsprechende Empfehlungen für ihre Doktoranden aus.
Von der Leyen selbst erklärte zu dem Ergebnis der Untersuchung, dass Teile ihrer Arbeit nicht den Ansprüchen genügten, die sie an sich selbst stelle.

### Auswahlverfahren für EU-Mittelstandsbeauftragten
Nachdem das Kollegium der EU-Kommissare in Abwesenheit von Binnenmarktkommissar Thierry Breton Markus Pieper im Januar 2024 einstimmig zum Mittelstandsbeauftragten ernannt und begründet hatte, kam es neben positiver Resonanz durch deutsche Wirtschaftsverbände später zur an von der Leyen gerichtete politische Kritik am Auswahlverfahren. Da hier Frauen aus kleinen Ländern bei der Vorauswahl zunächst besser als Pieper abgeschnitten hatten, sprach der FDP-Abgeordnete Michael Kauch von Günstlingswirtschaft, wobei Pieper später in den entscheidenden Interviews überzeugte. Der grüne Europaabgeordnete Daniel Freund, der Pieper zuvor massiv wegen seines Parlaments-Berichts zur Transparenz von NGOs kritisierte, nannte von der Leyens Auswahl-Verfahren unwürdig, sprach vom „letzten Platz Piepers im Bewerbungsverfahren“ und brachte im April 2024 wenige Wochen vor der Europawahl einen Antrag zum Entlastungsverfahren für die Kommission für das Jahr 2022 ins Europäische Parlament, in dem er aufgrund „von Medienberichten“ das EU-Parlament aufforderte, „die Ernennung rückgängig zu machen und ein neues Bewerberverfahren durchzuführen.“

### Kaufverträge von Impfstoffen
Im Juni 2020 beauftragten die EU-Mitgliedsstaaten die EU-Kommission mit der Beschaffung von COVID-19-Impfstoffen. Daraufhin setzte die Kommission eine europäische Impfstoffstrategie auf. Ursula von der Leyen geriet als EU-Kommissionspräsidentin dabei aufgrund ihrer Rolle bei der Impfstoffbeschaffung während der Covid-19-Pandemie in die Kritik von Medien und Öffentlichkeit. Im Zuge der SMS-Kommunikation zwischen Kommissionspräsidentin Ursula von der Leyen und Albert Bourla, dem Vorsitzendem und Geschäftsführer des US-Pharmakonzerns Pfizer, klagte die New York Times in Berufung auf Artikel 42 der Grundrechtecharta – Recht auf Zugang zu Dokumenten, um die Herausgabe der Kommunikationsdaten beim Gericht der Europäischen Union (EuG). Die EU-Kommission verneinte in ihrer offiziellen Antwort auf eine Anfrage von netzpolitik.org zunächst, dass derartige Nachrichten existieren würden. Die Kommission stellte jedoch klar, dass „keine Dokumente gefunden werden, die in den Geltungsbereich Ihrer Anfrage fallen“. Die EU-Kommission hat das persönliche Büro der Präsidentin auch nicht ausdrücklich gebeten, nach den fehlenden Textnachrichten zu suchen. Der Aufforderung des EU-Rechnungshofes, die Kommunikationsdaten herauszugeben, verweigerte sich von der Leyen. EU-Ombudsman Emily O’Reilly kritisierte den Umgang der Kommission mit der Anfrage und unterbreitete der Kommission Verbesserungsvorschläge für mehr Transparenz.

#### Übersicht der Kritikpunkte
- Kern der Kritik waren die auch von der Leyen zur Last gelegte langsame[158][159][160] und nach Medien-Einschätzung unzureichende[161] Beschaffung von Impfstoffen für die EU im Jahr 2020, die objektiv jedoch nicht nachvollziehbar sind.
- Kritisiert wurde unter anderem die Impfstoff-Beschaffungs-Strategie. Der CEO von AstraZeneca, Pascal Soriot, etwa behaupete, dass Großbritannien den Impfstoffvertrag drei Monate vor der EU abschloss. Recherchen von CNN zufolge, die nach dem Informationsfreiheitsgesetz den britischen Vertrag mit AstraZeneca erhielten, konnten jedoch aufzeigen, dass Großbritannien nicht drei Monate vor der EU, sondern zwei Tage nach der EU den Vertrag unterzeichnete.[162] Die EU hatte sogar frühzeitig, dh. im Juli und August 2020, mit allen relevanten Pharmaunternehmen wie Astrazeneca, Pfizer/Biontech, Valneva, GSK/Sanofi, Novavax und Johnson & Johnson Verträge über die Belieferung nach erfolgreicher Zualssung ihrer Impfstoffe abgeschlossen.
- Ein im Januar 2021 durch die Bild-Zeitung veröffentlichter Brief belegte, dass der deutsche Gesundheitsminister Jens Spahn bereits im Juni 2020 eine verschleppte Impfstoffbeschaffung durch die EU befürchtete.[163] Sein Vorhaben, eine „Koalition der (Impfstoff-Beschaffungs-)Willigen“ zu formen, wurde durch Ursula von der Leyen und Angela Merkel unterbunden.[164]
- Der Biontech-Chef Uğur Şahin erklärte in einem Interview mit dem „Spiegel“, die zögerliche Bestellung der EU habe ihn „verwundert“.[165] Der Prozess in Europa sei wegen des Mitspracherechts der einzelnen Länder nicht so schnell und geradlinig abgelaufen wie in anderen Ländern.[166] Die EU habe zudem auch auf andere Hersteller gesetzt, die nun doch nicht so schnell liefern könnten. „Offenbar herrschte der Eindruck: Wir kriegen genug, es wird alles nicht so schlimm, und wir haben das unter Kontrolle“, sagte Sahin: „Mich hat das gewundert.“[167][168] Jedoch konnte zu diesem Zeitpunkt niemand absehen, welche Impfstoffe zu welchem Zeitpunkt überhaupt eine Zulassung erhalten. Zum Ausschluss von Risiken entschied sich die EU daher zu einer breiten Streuung des Risikos auf viele Hersteller.
- Der Umgang von von der Leyen mit der Kritik durch die Medien stieß auf ein negatives Echo. Ihr wurde zur Last gelegt, sich der Verantwortung zu entziehen[169] und sich uneinsichtig zu zeigen, beispielsweise indem sie die Anfang Februar 2021 beschafften Impfdosen als „stattliche Zahl“ bezeichnete, wenngleich Länder wie Großbritannien, USA oder Israel zu diesem Zeitpunkt deutlich höhere Impfquoten, gemessen an der Gesamtbevölkerung aufweisen konnten.[170]
- Skandal um den dritten EU-Pfizer-Vertrag: Der größte Deal der EU mit einem singulären Marktteilnehmer, der Deal mit Pfizer („dritter Pfizer-Vertrag“) im Frühjahr 2021 über 35 Milliarden Euro führte zu verschiedenen Strafanzeigen, starker Kritik und den Vorwürfen der Illegalität und Mandatsüberschreitung an von der Leyen. Allerdings kam der Europäische Rechnungshof nach Akteneinsicht durch die EU-Kommission und den Unterlagen des Lenkungsausschusses der Mitgliedsstaaten zu dem Ergebnis, dass diese Bestellung wie auch die vorherigen Verträge ohne Beanstandung abgeschlossen wurden. Nachdem Von der Leyen und Bourla in einem Interview mit der New York Times über einen engen Kontakt via SMS berichteten, wurde der Vorwurf laut, der Vertrag sei nur durch die Verhandlung beider zustande gekommen, dies konnte jedoch bis zum heutigen Zeitpunkt nicht bewiesen werden. Die zweite Kritikthematik ist die Überbestellung von ca. 10 Impfungen pro Einwohner, also eine massive Steuergeldverschwendung. Zum Zeitpunkt der Bestellungen im Jahr 2020 sowie 2021 konnte jedoch nicht abgesehen werden, wie viele Impfdosen im weiteren Verlauf benötigt würden und wie sich das Virus weiterentwickelt. Zudem kaufte die EU auch für andere Staaten mit ein, um jenen Ländern mit geringer Kaufkraft die Möglichkeit auf solidarische Teilhabe an den Impfungen zu ermöglichen.

#### Verteidigung gegen Kritik
- Angesichts der bereits bis Ende 2020 bestellten Impfstoffmengen in Höhe von 2,2 Mrd. Dosen wird die Kritik aber nicht durchgehend geteilt. Auch das Portfolio bestehend aus verschiedenen Herstellern und Technologien wird besonders von medizinischen Experten als positiv gesehen, da sich die EU nicht nur auf einen Hersteller und eine Technologie verlassen habe und zu den Zeitpunkten der Vertragsabschlüsse noch nicht absehbar war, welche Impfstoffe überhaupt eine Zulassung erhielten. Zudem wurde die Impfstoffbeschaffung über einen Lenkungsausschuss abgewickelt, in dem Vertreter aller Mitgliedsstaaten und der EU-Kommission sitzen, so dass alle Verträge nicht singulär durch die Kommission, sondern nur mit Beteiligung der Mitgliedsstaaten verhandelt und letztlich abgeschlossen wurden.[171]
- Gemessen an den Absolutzahlen lag die EU allerdings bereits in der ersten Februarwoche über den Absolutzahlen der genannten Länder, zudem erhielt zum Beispiel Israel, das als Impfvorreiter angesehen wurde, seinen Impfstoff zu 100 %, sowie Großbritannien mehr als 30 Mio. Dosen aus der EU. Allerdings bleibt fraglich, inwieweit die Gesamt-Bestellungen der EU mit den Bestellungen eines einzelnen Landes vergleichbar sind.
- Von der Leyen verteidigte sich mit Hinweis auf die Notwendigkeit einer EU-weiten Beschaffung und eines europaweit koordinierten Vorgehens, das auch von EU-Experten positiv gesehen wird. Angesichts der unterschiedlichen Wirtschafts- und Kaufkraft der einzelnen EU-Mitgliedsstaaten hätte laut Experten das Risiko bestanden, dass wirtschaftlich starke Länder wie Deutschland und Frankreich den Markt leer gekauft hätten und dadurch das Risiko einer Spaltung Europas bestünde. Vereinzelt beurteilen Medienvertreter das Impfstoff-Management der EU durch von der Leyen als „deutlich besser als ihr Ruf“.[172]
- Der Geschäftsführer Sahin von Biontech wies zuletzt mehrfach Vorwürfe einer schlechten Bestellung der EU mit Hinweis auf die Limitierung der Produktionskapazitäten zurück. In den Tagesthemen räumte er ein, dass eine frühere und größere Bestellung keinen Unterschied gemacht hätte, da Rohmaterialien wie Lipide und PEG für die Ausweitung der Produktion fehlten und auch Biontech die Belieferung mit Rohstoffen und Ausweitung der Produktion unterschätzt habe.[173]
- in der Folge gingen seit 2021 gegen die EU-Kommission und die Präsidentin Von der Leyen persönlich Strafanzeigen bei belgischen Gerichten sowie dem EuGH ein. U.a. klagte der belgische Lobbyist Frédéric Baldan, Impfgegner und andere Beteiligte wie die Regierung von Polen und Ungarn gegen von der Leyen wegen Bestechlichkeit, Machtbissbrauch und Vernichtung öffentlicher Dokumente. Im Januar 2025 wurde die Klage durch ein Gericht in Lüttich allerdings abgewiesen, da Baldan und weitere Kläger weder einen persönlichen Schaden noch ein legitimes Interesse nachweisen konnten.[174]

Aufgrund der immer kurzfristig angekündigten Lieferkürzungen durch den Hersteller AstraZeneca und einer damit einhergehenden unzureichenden Belieferung mit Corona-Impfstoff, führte von der Leyen im März 2021 einen Exportmechanismus ein, bei dem Ausfuhren von in der EU hergestellten Impfstoffen angekündigt und durch die EU-Kommission genehmigt werden müssen. Dies führte zu einer deutlichen Transparenz der exportierten Impfstoffmengen. Von der Leyen rechtfertigte stets die Exporte, die ca. 54 % des in der EU produzierten Impfstoffes ausmachen, mit den Worten „richtig sicher sind wir erst, wenn alle geschützt sind“.
Tatsächlich ist die EU der weltweit größte und bisher einzige westliche Exporteur von Corona-Impfstoffen.
Im April reichte die EU-Kommission unter von der Leyen Klage gegen AstraZeneca bei einem belgischen Gericht im Namen der EU-Mitgliedsstaaten ein, um klären zu lassen, welche Vertragspflichten der Hersteller mit dem Vertrag eingegangen ist und eine Lieferung der noch ausstehenden Impfdosen per einstweilige Anordnung verfügen zu lassen. Im September 2021 einigten sich die Kommission und AstraZeneca außergerichtlich über einen Zeitplan für die weiteren Lieferungen.

#### Urteil des EuGH wegen unzureichender Transparenz
Die Klage der New York Times wurde abgewiesen. Am 17. Juli 2024 allerdings, einen Tag vor der Wiederwahl von der Leyens zur Präsidentin der EU-Kommission, entschied der EuGH, die Entscheidung des europäischen Parlaments, einen teilweisen Zugang zu den zwischen der Kommission und den betroffenen Pharmaunternehmen abgeschlossenen Abnahmegarantien und Kaufverträgen zum Ankauf von Covid‑19-Impfstoffen betreffend, für nichtig zu erklären. In den Medien wurde die unzureichende Transparenz, z. B. durch die mangelnde Erwähnung von Interessenkonflikten und Entschädigungsregeln für Impfstoff-Hersteller, kommentiert.

## Trivia
Laut einem Bericht des Internetportals von n-tv nahm Ursula von der Leyen im Herbst 2014 einen syrischen Flüchtling bei sich zu Hause auf. Sie half ihm, einen Ausbildungsplatz zu finden, und unterstützte ihn bei der Integration in den deutschen Alltag. Inzwischen gibt der Syrer laut diesem Bericht die Hilfe, die er erfahren hat, an andere Flüchtlinge weiter.
Gemeinsam mit ihren Eltern und Geschwistern nahm sie im Jahr 1978 für wohltätige Zwecke eine Single-Schallplatte mit zwei Volksliedern auf, eins davon Wohlauf in Gottes schöne Welt.
Von der Leyen gilt als passionierte Reiterin und eröffnete 2015 die Reit-Europameisterschaft in Aachen.

## Mitgliedschaften
Ursula von der Leyen ist Mitglied der überparteilichen Europa-Union Deutschland, die sich für ein föderales Europa und den europäischen Einigungsprozess einsetzt.

## Ehrungen
- 2007: Goldene Henne[191]
- 2007: Politikaward in der Kategorie "Politikerin des Jahres"
- 2008: Deutsche Feuerwehr-Ehrenmedaille des Deutschen Feuerwehr Verbandes[192]
- 2017: Großes Verdienstkreuz des Verdienstordens der Republik Litauen[193]
- 2018: Prix de l’École d’Équitation Espagnole de Vienne der Spanischen Hofreitschule in Wien[194]
- 2019: „Rede des Jahres“ der Universität Tübingen für ihre Bewerbungsrede „Europa einen und stärken“ zur Präsidentin der EU-Kommission[195]
- 2020: Ehrenpreis des Deutschen Nachhaltigkeitspreises[196]
- 2020: Global Citizen Prize in der Kategorie „World Leader“[197][198]
- 2021: Distinguished Leadership Award des Atlantic Council[199]
- 2022: Ehrendoktorwürde der Universität Ben-Gurion des Negev Israel[200]
- 2022: Orden des Fürsten Jaroslaw des Weisen der Ukraine, 1. Klasse[201]
- 2022: „Global Goalkeeper Award“ der Bill and Melinda Gates Foundation[202]
- 2022: Sutherland Leadership Award on behalf of the European Union[203]
- 2022: BBC 100 Women[204]
- 2023: Ehrendoktorwürde der Universität Toulouse Capitole[205]
- 2023: World Peace & Liberty Award on behalf of the European Commission[206]
- 2025: Internationaler Karlspreis zu Aachen[207]
- 2025: Politikaward in der Kategorie "Politikerin des Jahres"[208]
- 2025: Ehrendoktorwürde der Universität Keio in Tokyo[209]

## Kabinette
- Kabinett Wulff I: Niedersächsische Ministerin für Soziales, Frauen, Familie und Gesundheit (2003–2005)
- Merkel I: Bundesministerin für Familie, Senioren, Frauen und Jugend (2005–2009)
- Merkel II: Bundesministerin für Arbeit und Soziales (2009–2013)
- Merkel III: Bundesministerin der Verteidigung (2013–2018)
- Merkel IV: Bundesministerin der Verteidigung (2018–2019)
- Von der Leyen I: EU-Kommissionspräsidentin (2019–2024)
- Von der Leyen II: EU-Kommissionspräsidentin (seit 2024)

## Veröffentlichungen
- C-reaktives Protein als diagnostischer Parameter zur Erfassung eines Amnioninfektionssyndroms bei vorzeitigem Blasensprung und therapeutischem Entspannungsbad in der Geburtsvorbereitung. Medizinische Hochschule Hannover, Hannover 1990 (Dissertation).[16]
- Herausgeberin: Füreinander da sein, miteinander handeln. Warum die Generationen sich gegenseitig brauchen. Herder, Freiburg im Breisgau u. a. 2007, ISBN 978-3-451-05874-5.
- mit Maria von Welser: Wir müssen unser Land für die Frauen verändern. C. Bertelsmann, München 2007, ISBN 978-3-570-00959-8.
- Herausgeberin mit Liz Mohn: Familie gewinnt. Bertelsmann Stiftung, Gütersloh 2007, ISBN 978-3-89204-927-2.
- Herausgeberin mit Vladimír Špidla: Voneinander lernen – miteinander handeln. Aufgaben und Perspektiven der Europäischen Allianz für Familien. Nomos, Baden-Baden 2009, ISBN 978-3-8329-3650-1.
- Fürsprecher der Kinder, In: Glaube, Liebe, Hoffnung – Die Bibel der Politikerinnen und Politiker. Hrsg.: Nikolas Schneider, Kreuz Verlag, Hamburg 2018, ISBN 978-3-946905-46-2.